# Fall Bowl 2011
Il Fall Bowl 2011 è la 1ª e unica edizione dell'omonimo torneo di football americano, non organizzato dalla MAFL bensì indipendentemente da questa dalle squadre partecipanti, a seguito della cancellazione della stagione della HFL per ragioni organizzative.

## Squadre partecipanti
| Club               | Città       | Stadio | Sponsor ufficiale | Risultato nella stagione 2010 |
| ------------------ | ----------- | ------ | ----------------- | ----------------------------- |
| Budapest Cowboys   | Budapest    |        |                   |                               |
| Budapest Wolves    | Budapest    |        |                   |                               |
| Győr Sharks        | Győr        |        |                   |                               |
| Nyíregyháza Tigers | Nyíregyháza |        |                   |                               |

## Stagione regolare

### Calendario

#### 1ª giornata
| Budapest 24 settembre 2011 | Győr Sharks | 21 – 7 | Budapest Cowboys |  |

| Budapest 24 settembre 2011 | Budapest Wolves | 49 – 16 | Nyíregyháza Tigers |  |

#### 2ª giornata
| Nyíregyháza 8 ottobre 2011 | Budapest Wolves | 20 – 9 | Győr Sharks |  |

| Nyíregyháza 8 ottobre 2011 | Nyíregyháza Tigers | 20 – 16 | Budapest Cowboys |  |

#### 3ª giornata
| Budapest 22 ottobre 2011 | Nyíregyháza Tigers | 35 – 33 | Győr Sharks |  |

| Budapest 22 ottobre 2011 | Budapest Wolves | 37 – 0 | Budapest Cowboys |  |

### Classifica
La classifica della regular season è la seguente:
- PCT = percentuale di vittorie, G = partite giocate, V = partite vinte,  P = partite perse, PF = punti fatti, PS = punti subiti

| Pos. | Squadra            | PCT   | G | V | N | P | PF  | PS |
| ---- | ------------------ | ----- | - | - | - | - | --- | -- |
| 1    | Budapest Wolves    | 1.000 | 3 | 3 | 0 | 0 | 106 | 25 |
| 2    | Nyíregyháza Tigers | .667  | 3 | 2 | 0 | 1 | 71  | 98 |
| 3    | Győr Sharks        | .333  | 3 | 1 | 0 | 2 | 63  | 62 |
| 4    | Budapest Cowboys   | .000  | 3 | 0 | 0 | 3 | 23  | 78 |

## Finali

### Finale 3º - 4º posto
| Győr 6 novembre 2011, ore 13:00 | Győr Sharks | 14 – 19 | Budapest Cowboys | Stadio DAC |

### I Fall Bowl
| Győr 6 novembre 2011, ore 16:00 | Budapest Wolves | 28 – 0 | Nyíregyháza Tigers | Stadio DAC |

## Verdetti
- Budapest Wolves Vincitori del Fall Bowl 2011